# Ardeotis australis
L'otarda australiana (Ardeotis australis (J. E. Gray, 1829)) è un uccello della famiglia degli Otididi originario dell'Australia e delle regioni meridionali della Nuova Guinea.

## Descrizione

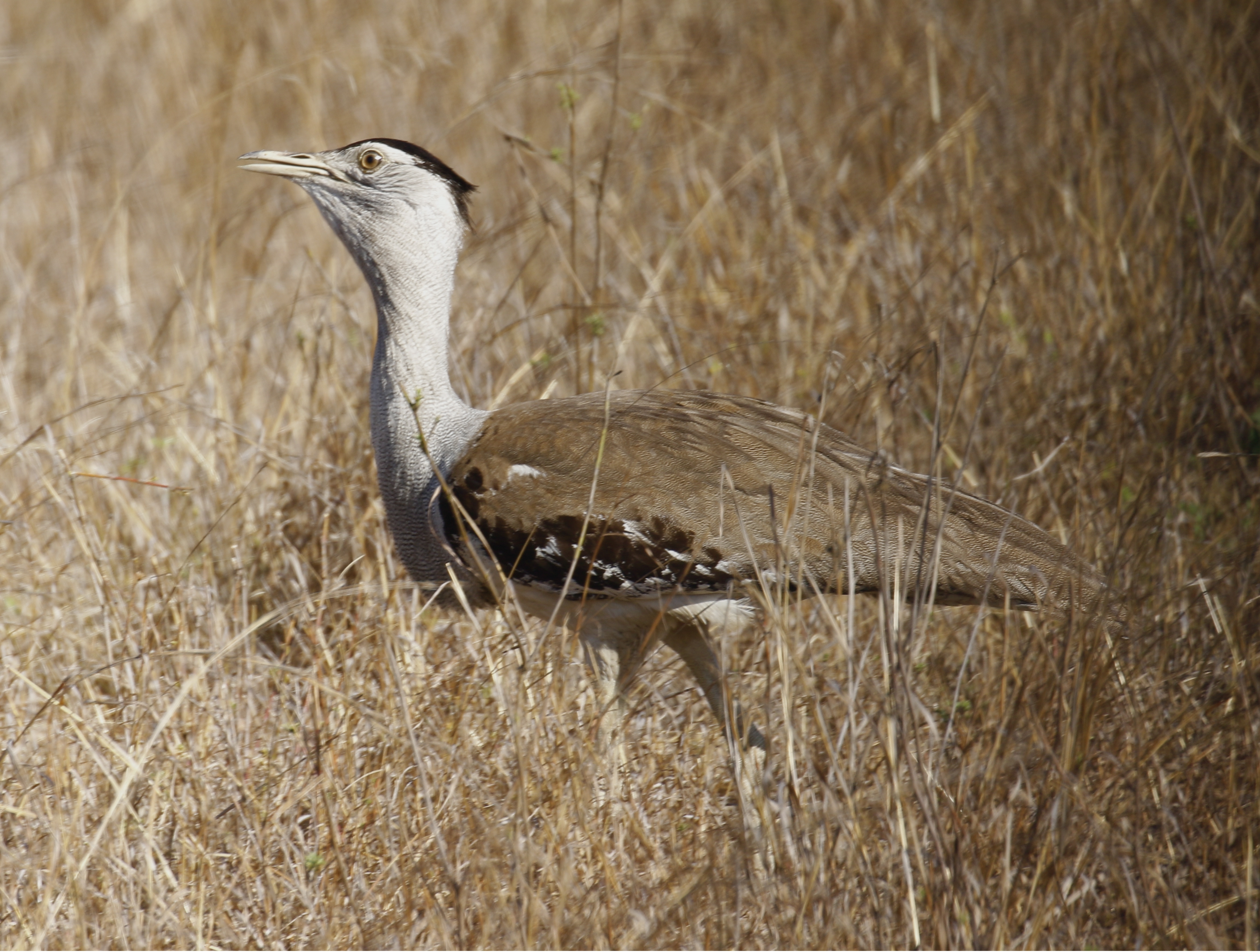
Esemplare a Mount Carbine (Australia).

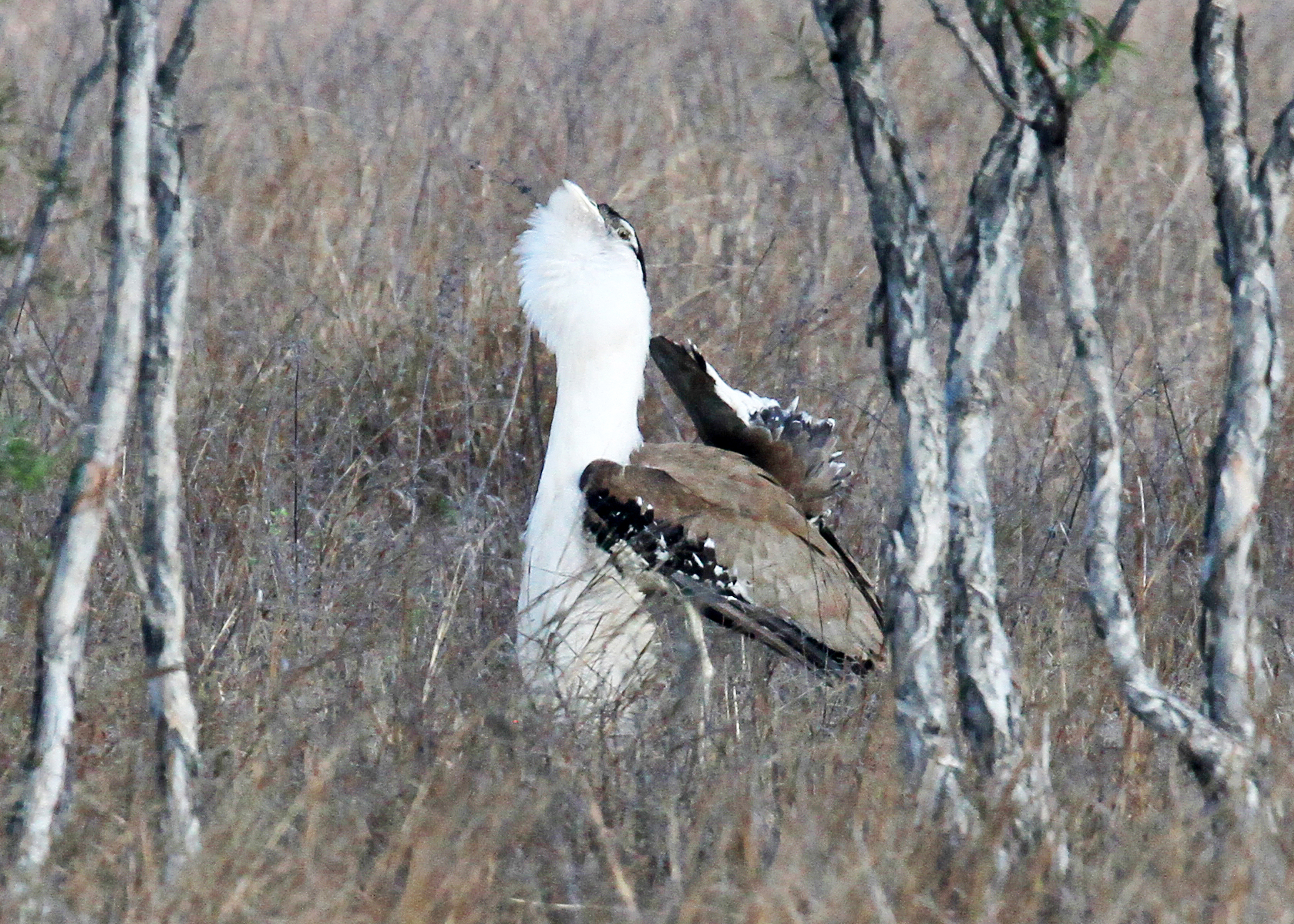
Un maschio durante la parata.

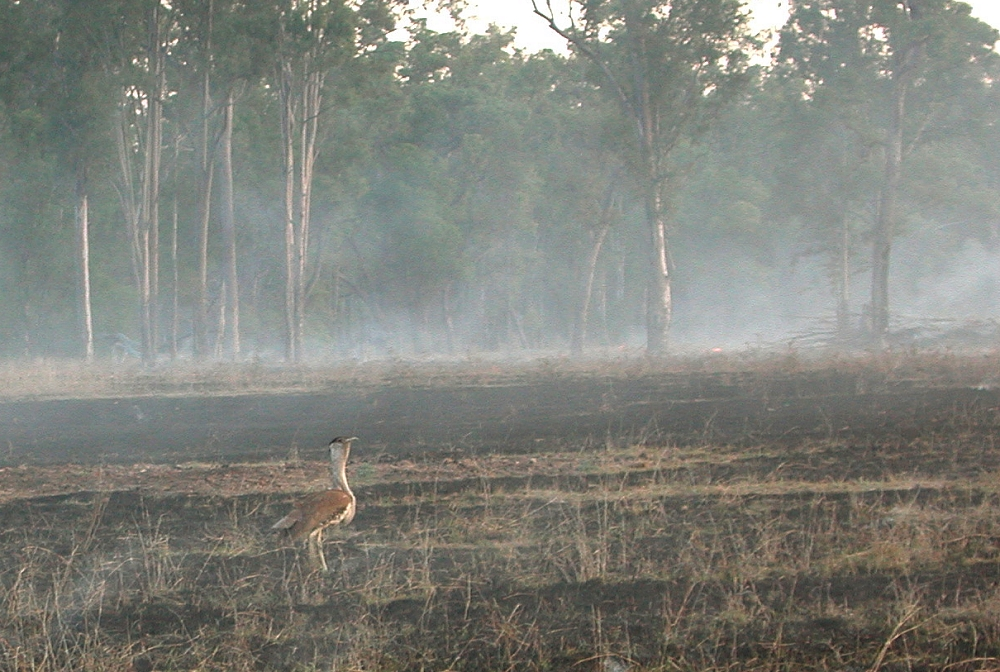
Un esemplare di fronte ad un incendio.

### Dimensioni
Il maschio misura circa 120 cm di lunghezza, per un peso di 5600-8200 g; la femmina misura circa 90 cm di lunghezza, per un peso di 2800-3200 g.

### Aspetto
L'otarda australiana è un grosso uccello terricolo dotato di lungo collo e di lunghe zampe. Il maschio presenta dorso, copritrici alari e timoniere centrali marroni con sottili vermicolature scure. Il margine delle ali, a livello delle remiganti, forma una zona nera macchiata di bianco. Le timoniere più esterne mostrano una colorazione bianca e nera che non è, tuttavia, sempre evidente. Il collo e le parti inferiori appaiono di colore bianco-grigiastro con barre di colore grigio scuro e bianco. Una fascia nera, di larghezza variabile, attraversa la regione del petto. Il cappuccio è nero con una piccola cresta che ricade sulla nuca. Sotto di esso si trovano un sopracciglio bianco e una sottile linea nera che sfuma dietro all'occhio. Il ventre è bianco, le zampe biancastre. L'iride è marrone.
La femmina è più piccola del maschio e possiede dei segni scuri sparsi sulla parte superiore. Inoltre il suo collo è più grigio e il suo piumaggio più opaco, mentre la fascia pettorale è più stretta. Gli immaturi presentano delle macchie grigie e marroni sulla testa, sul collo e sulle parti superiori.

### Voce
Il più delle volte l'otarda australiana è poco comunicativa, se non del tutto silenziosa. In caso di minaccia o disturbo, specialmente quando la femmina sta allevando i piccoli, è in grado di lanciare dei latrati discordanti. Durante la parata, i maschi emettono dei muggiti udibili anche da lontano.

## Biologia

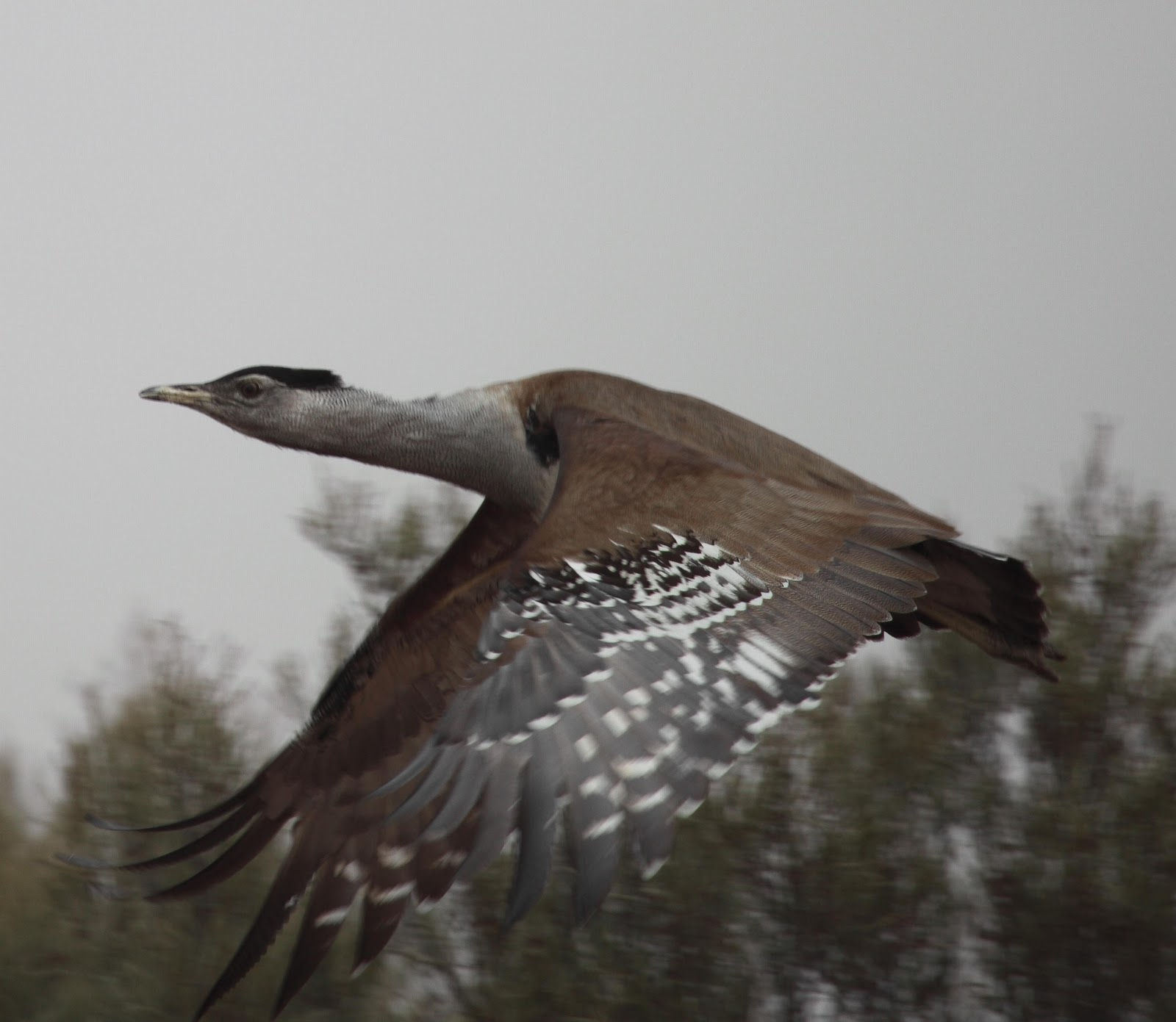
Esemplare in volo.

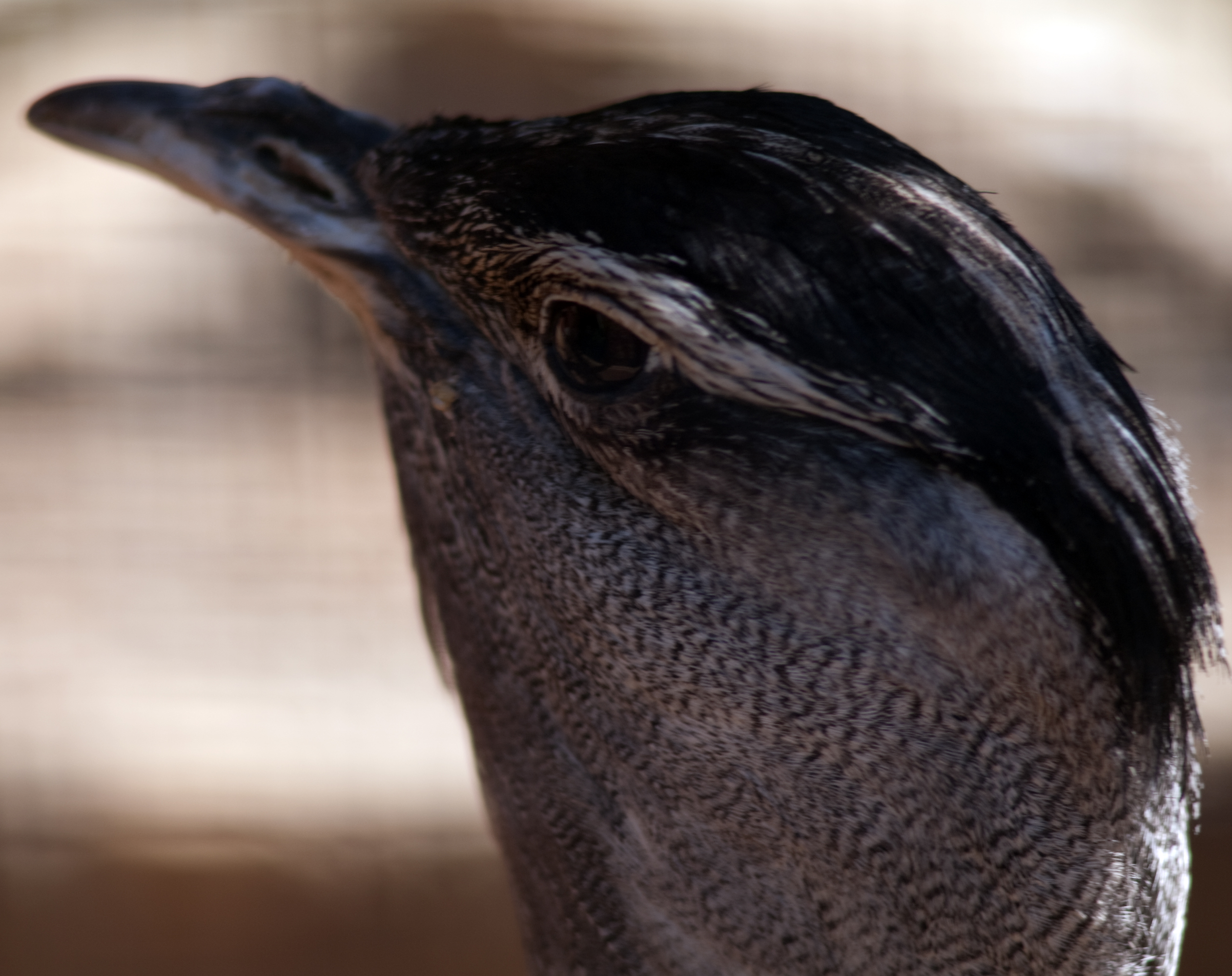
Primo piano della testa.

L'otarda australiana si sposta tenendo il corpo in posizione orizzontale. È per lo più terricola e cammina con la testa alta e il becco sollevato, ma questo non gli impedisce di volare, cosa che è in grado di fare nonostante il suo grande peso. Questo uccello può appollaiarsi sugli alberi o riposare a terra, ma quasi sempre su una collinetta o un promontorio elevato, probabilmente per proteggersi dai predatori. Creatura timorosa, si tiene lontana dalle case o dalle zone abitate. La maggior parte delle volte preferisce vivere da sola, tranne, ovviamente, durante il periodo nuziale. Tuttavia, si riunisce talvolta in gruppo in prossimità degli incendi della boscaglia o nei luoghi dove il cibo è abbondante.
L'otarda australiana è per lo più sedentaria, anche se alcune popolazioni possono effettuare spostamenti erratici al di fuori della stagione di nidificazione. Sono diversi i motivi che possono essere addotti per spiegare queste brevi migrazioni: gli uccelli potrebbero fuggire dalle zone in cui la siccità è divenuta troppo opprimente e spostarsi in territori dove il grado di umidità è più compatibile con il loro stile di vita. Effettuano irruzioni nelle regioni in cui ha luogo un'improvvisa proliferazione di alcune specie come i topi domestici e i grilli. Infine, penetrano nelle zone in cui gli incendi della boscaglia creano condizioni favorevoli alla loro alimentazione.
All'inizio del periodo riproduttivo, i maschi si riuniscono in luoghi privilegiati chiamati lek o «arene nuziali» per cercare di sedurre un gran numero di femmine. Questi luoghi sono situati su un promontorio o una piccola collina che si affaccia sul resto del territorio, in modo che i rituali siano visibili da tutte le direzioni. Per iniziare la parata, il maschio gonfia la sacca o tasca bianca che ricopre la parte anteriore del petto fino a quando non è completamente piena di aria e tocca quasi il terreno, quindi la fa oscillare da un lato all'altro. Allo stesso tempo, abbassa le ali finché non toccano terra, solleva la coda a ventaglio appena sopra il dorso e arruffa le lunghe piume bianche della gola. Una volta che ha adottato tutte queste posture, emette un forte muggito che può essere udito da una grande distanza.

### Volo
L'otarda australiana è una forte volatrice ma, a causa del suo peso, deve correre e darsi lo slancio prima che possa decollare da terra. La sua apertura alare leggermente superiore ai due metri le consente di effettuare battiti d'ala lenti ed efficaci. Quando è in aria, trascina le zampe dietro al corpo e il suo ventre dà l'impressione di flettersi.

### Alimentazione
L'otarda australiana è un uccello opportunista che si adatta abbastanza facilmente alle risorse alimentari disponibili. Di conseguenza, possiede una dieta molto varia che comprende sia sostanze di origine animale che vegetale. Si nutre infatti di giovani germogli di piante, di radici, di petali, di semi e di bacche. Tuttavia, la parte più consistente del menu comprende insetti (in particolare coleotteri, grilli, cavallette e bruchi). Mangia anche rettili, giovani uccelli, piccoli roditori e rane. L'otarda australiana va in cerca di cibo sul terreno, inghiottendo tutto ciò che predilige, generalmente al crepuscolo e anche dopo il tramonto.

### Riproduzione
L'otarda australiana si riproduce solo una volta all'anno. La nidificazione può avvenire in ogni momento dell'anno: è sufficiente che le piogge siano abbastanza numerose da rendere le condizioni favorevoli. Tuttavia, nello stato di Victoria, nel sud del continente, le covate sono più numerose da ottobre ad aprile e il periodo di punta ha luogo in gennaio. Come la maggior parte dei suoi congeneri, l'otarda australiana non costruisce un nido, ma depone le uova in un incavo poco profondo che la femmina crea raschiando il suolo in mezzo ai ciuffi d'erba, spesso vicino a un cespuglio, ma sempre in un luogo da cui si ha una chiara visione di tutto l'ambiente circostante. Le uova sono abbastanza grandi (78 mm × 55) e di colore variabile dal verde oliva al beige. Il loro guscio è molto lucente e vagamente segnato da macchie e da strisce più scure. Il maschio si disinteressa totalmente della nidiata e trascorre il suo tempo cercando di sedurre nuove partner, mentre la femmina cova da sola per 24 o 25 giorni e fornisce le cure ai piccoli, incaricandosi anche di difenderli dai predatori. Alla nascita, i giovani sono ricoperti da un piumino beige con strisce marroni più scure. Non sappiamo a quale età raggiungano l'indipendenza.

## Distribuzione e habitat
L'otarda australiana frequenta principalmente le pianure aride, le praterie e le zone boschive aperte. In Australia, preferisce generalmente le distese dominate da ciuffi d'erba, i territori ricoperti da piccoli arbusti e le savane boschive, mentre in Nuova Guinea la troviamo piuttosto ai margini delle paludi. Abita le distese di erba alta durante la stagione umida e le pianure punteggiate da piccoli alberi durante la stagione secca. Talvolta penetra anche nelle zone coltivate. I suoi siti di nidificazione sono situati nelle zone di transizione tra le praterie e le foreste.
Questa otarda è originaria, come suggerisce il nome, dell'Australia. In passato, prima dell'arrivo degli europei, era diffusa in quasi tutte le pianure del continente, ma ormai è quasi del tutto assente dalla parte sud-orientale del continente: manca completamente dal Nuovo Galles del Sud ed è ridotta a un numero esiguo di esemplari (20 o 30 individui) nello stato di Victoria. Tuttavia, è ancora abbastanza comune nel nord del continente e nell'Australia Occidentale. È presente anche nel bacino alluvionale del Fly, in Nuova Guinea. Nonostante la sua vasta distribuzione geografica, la specie è considerata monotipica.

## Conservazione
Nonostante la specie sia classificata dalla IUCN come «a rischio minimo» (Least Concern), il numero di esemplari è in diminuzione. Ci sono molte ragioni per spiegare il suo declino. La qualità dell'habitat è molto diminuita a causa del pascolo eccessivo, dell'agricoltura intensiva e della distruzione delle zone boschive che ne risulta. Il tasso di mortalità degli uccelli è salito considerevolmente a causa dell'aumento della caccia e dell'utilizzo delle armi da fuoco. L'introduzione di nuovi predatori come la volpe rossa e il gatto ha avuto un impatto negativo sullo sviluppo delle nidiate. Il crescente utilizzo di veleni nel tentativo di arginare la proliferazione dei conigli ha portato a un'eccessiva mortalità tra le coppie nidificanti. Le femmine che allevano dei piccoli pagano un forte tributo e sono le vittime preferite dai predatori. Sono state prese delle misure per cercare di informare gli agricoltori sulla necessità di preservare l'habitat delle otarde australiane, ma nessuna decisione concreta di protezione è stata effettivamente messa in atto.